# 모형항공기
모형항공기(模型航空機)는 실물인 비행기를 축소하여 만든 모형이다. 모형비행기(模型飛行機)라고도 한다.

## 특징
크기가 제한된 비행기를 말하며, 실제 비행기를 완전한 형태로 줄여 만든 형태로 날지 못하는 것이나, 그것을 날게 할 수 있는 것을 말한다. 특히 글라이더나, 고무동력기 등 같은 경우는 모형비행기라고 할 수 있다.

## 같이 보기
- 종이비행기